# Padež, Vrhnika
Padež je naselje v Občini Vrhnika.

## Izvor krajevnega imena
Občnoimenski pomen slovenske besede padež je 'svet, ki se pogreza', to je 'vrtača, zakrasela senožet, vegasta ravan'. Beseda je izpeljana iz pásti.